# 查考市 (委內瑞拉)

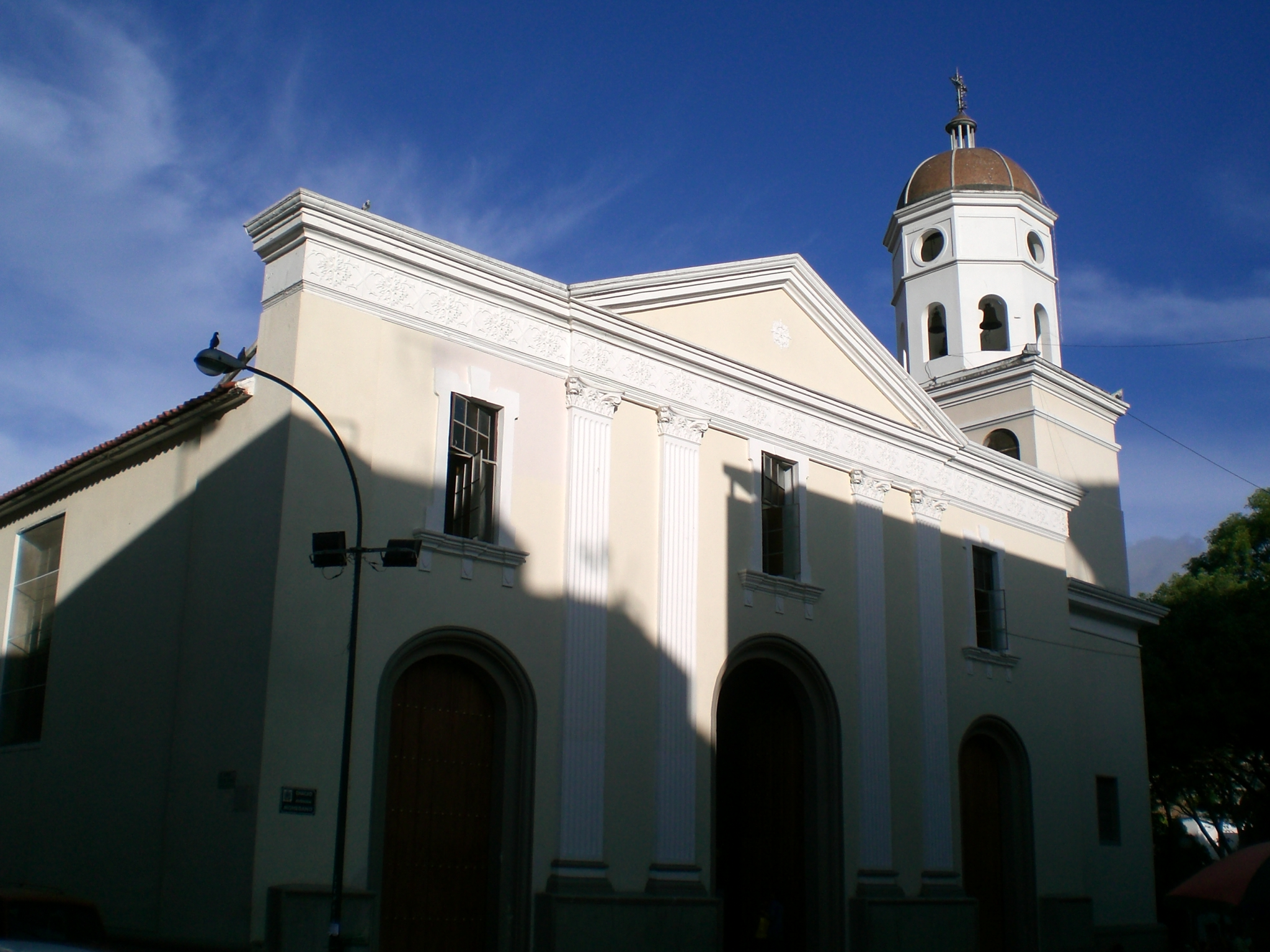

10°29′N 066°50′W / 10.483°N 66.833°W
查考市（西班牙語：Municipio Chacao），是委內瑞拉的一個市，位於該國北部米蘭達州，始建於1769年9月27日，北面是埃爾阿維拉國家公園，面積12平方公里，2001年人口64,629，人口密度每平方公里5,385人。